# José de Tiberíades
José de Tiberíades (c. 285 - c. 356) fue un cristiano convertido del judaísmo. También conocdo como el Conde José y venerado como San José de Palestina. Su fiesta es el 22 de julio.
La fuente principal sobre su vida es un libro de Epifanio, el Panarion. En el capítulo 30 Epifanio narra las historias que escuchó de José durante su encuentro en Escitópolis (actual Beit She'an), alrededor del año 355. Según Epifanio, José era contemporáneo del emperador Constantino, erudito rabínico, miembro del Sanedrín y discípulo de Hillel II. Después de su conversión, el emperador Constantino le otorgó el rango de conde (Comes), lo nombró supervisor de las iglesias en Palestina y le dio permiso para construir iglesias en Galilea. Específicamente, José deseaba construir iglesias en pueblos judíos que aún no tenían una comunidad cristiana. Una de las iglesias que se le atribuyen fue la primera Iglesia de la Multiplicación de los Panes y los Peces en Heptapegon, erigida alrededor del 350 d. C..A pesar de su alto cargo, se opuso a las políticas arrianas de los sucesores de Constantino y se casó después de la muerte de su primera esposa, para evadir la presión arriana de convertirse en obispo de esa secta.

## Críticas a la versión de Epifanio
Zeev Rubin señala varias inconsistencias en el relato de Epifanio:
- En tiempos de Constantino el presidente del Sanedrín no era Hillel. Epifanio menciona que el hijo de Hillel se llamaba Judá, pero no se conoce ningún Presidente Hilel que tuviera un hijo llamado Judá. Epifanio admite que no está seguro de recordar bien los nombres, Rubin supone que Epifanio confunde e intercambia los nombres de padre e hijo, posiblemente Judá Hanasí y su hijo Hillel II.
- Rubin pone en duda que José de Tiberíades fuera un duro opositor del arrianismo. Según Epifanio, José alojó en Escitópolis a Eusebio de Vercelli, un obispo exiliado por oponerse al arrianismo. Pero en sus cartas Eusebio cuenta que en Escitópolis era prisionero. Rubin supone que José debe haber cooperado con el obispo arriano Patrófilo de Escitópolis, para el encierro de Eusebio.
- Según el relato José vio como el obispo de Tiberíades bautizó en secreto al presidente del Sanedrín en su lecho de muerte. Pero también describe a Tiberíades como una ciudad predominantemente judía. No es probable que Tiberíades, donde a principios del siglo IV no había una comunidad cristiana importante, tuviera entonces su propio obispo. En el siglo XVIII, Michel Le Quien intentó explicar la discrepancia sugiriendo que se trataba del obispo de alguna localidad cercana a Tiberíades. Según Rubin, cabe suponer que Tibríades tuvo su primer obispo hacia fines del siglo IV.